# Dendrobranchiata
Dendrobranchiata — підряд десятиногих ракоподібних. Від інших ракоподібних цього ряду відрізняються розгалуженими зябрами та тим, що відкладають яйця безпосередньо у воду, а не виношують на тілі.

## Поширення
Біорізноманіття Dendrobranchiata помітно зменшується зі збільшенням широт; більшість видів зустрічаються лише в регіоні між 40° північної та 40° південної широти. Деякі види можуть зустрічатися у вищих широтах. Наприклад, Bentheogennema borealis у великій кількості поширена на 57° північної широти в Тихому океані, тоді як колекції Gennadas kempi були зроблені на південь до 61° південної широти в Антарктичному океані.

## Класифікація
Група містить 540 видів у семи родинах. Викопні види відомі починаючи з кінця девонського періоду.
Підряд Penaeoidea Rafinesque-Schmaltz, 1815
† Aciculopodidae Feldmann & Schweitzer, 2010 — один викопний вид з девонського періоду.
† Aegeridae Burkenroad, 1963 — два мезозойських роди: Aeger and Acanthochirana
Aristeidae Wood-Mason, 1891 — 26 сучасних види у 9 родах і один викопний вид.
Benthesicymidae Wood-Mason, 1891 — 41 вид у 4 родах.
† Carpopenaeidae Garassino, 1994 — два крейдяних види роду Carpopenaeus.
Penaeidae Rafinesque-Schmaltz, 1815 — 216 сучасних види у 26 родах і один викопний рід із мезозою.
Sicyoniidae Ortmann, 1898 — 43 види єдиного роду Sicyonia.
Solenoceridae Wood-Mason, 1891 — 81 вид у 9 родах.
Підряд Sergestoidea Dana, 1852
Luciferidae De Haan, 1849 — 7 видів роду Lucifer.
Sergestidae Dana, 1852 — 90 сучасних видів у 6 родах, і два вимерлих роди.